# 原应宿
原应宿，山西阳城人，是一名明朝政治人物。
原应宿曾于1496年接替董钥任上海县知县一职，1498年由郭经接任。